# Dziekanów Leśny
Dziekanów Leśny is een plaats in het Poolse district  Warszawski zachodni, woiwodschap Mazovië. De plaats maakt deel uit van de gemeente Łomianki en telt 1400 inwoners.